# Winnetská soustava
Winnetská soustava měla překonat nedostatky Daltonského plánu. Navrhl ji Carleton Wolsey Washburne.
Učivo je standardní pro všechny žáky, čas je individuální. Žák dostane seznam učební látky na dva roky dopředu ze všech předmětů. Ovládá-li učivo, dá se vyzkoušet. Pokud neuspěje přihlásí se znovu.
Každý den je volná hodina, ve které žák dohání učivo co nestihl zvládnout. Je zde práce dvojího druhu – individuální a společná činnost ve skupině, ta není klasifikována.